# Webley Bulldog

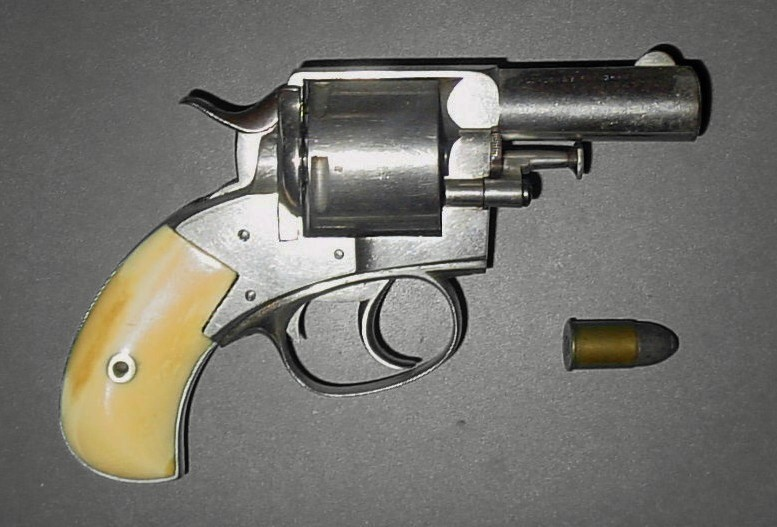
Un Webley Bulldog original et sa munition

Le Webley British Bulldog (populairement raccourci en Bulldog) est un révolver fabriqué par la compagnie Philip Webley & Son (en). Il s'agit d'une version compacte du Webley RIC mis en vente en 1878. 

## Description
Le Webley British Bulldog est un revolver compact de gros calibre. Cet aspect renforce l'analogie avec le Bouledogue. Sa fabrication s'étendit de 1878 à 1939. La forme de la carcasse, du barillet et du canon fut modifiée en 1883.

## Version gros calibres
- Mécanisme : Double action, barillet fixe, extracteur par tige, portière de chargement à droite
- Calibre : .44 Webley,.450 Revolver
- Longueur du canon : 63 mm
- Longueur du révolver : 160 mm
- Capacité : 6 coups
- Poids : 525 g

## Version .380
- Munition : .380 Revolver
- Longueur de l'arme : 15 cm
- Capacité : 5 coups
- Masse à vide : 450 g

## Versions .320
- Munition : .320 Revolver
- Longueur de l'arme : 14 cm
- Capacité : 5 coups
- Masse à vide : 310 g

## Copies

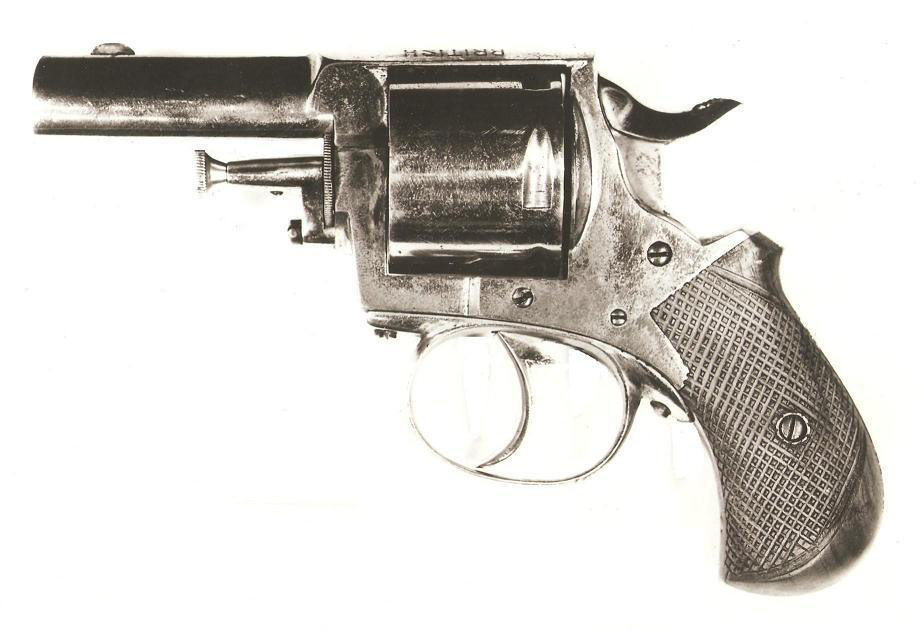
La copie US du Webley "British Bulldog" dont s'est servi l'assassin de James Abram Garfield est conservée au Smithsonian.

Il fut abondamment ensuite copié en Belgique, en France (essentiellement par des armes belges revendues sous divers noms par des sociétés françaises comme Manufrance) et aux États-Unis.

## Utilisation
La défense personnelle fut l'usage principal du Bulldog. En Europe, il fut aussi employé par les membres  de l'Irish Republican Brotherhood et la Résistance française. Enfin aux États-Unis, le Bulldog fut choisi par le colonel George Armstrong Custer mais surtout utilisé par Charles J. Guiteau pour tuer le président James A. Garfield.

## Sources et bibliographie en langue française
- D. Venner, Les Armes de poings de 1850 à nos jours, Éditions Larousse, 1988.
- Gérard Lecoeur et Michel Léger, R.I.C. et Bull Dog : Et leurs dérivés , Crépin-Leblond, 2008.
- Gérard Henrotin, Les Revolvers de type "Bulldog" expliqués HLebooks.com, 2013 (ebook)
- Patrick Sautereau Histoire des révolvers Bulldog et Vélodog, YouTube, 2018
- Revolvers Webley Bulldog sur le blog Crime à la Belle Epoque, 2018
- Martin J. Dougherty, Armes à feu : encyclopédie visuelle, Elcy éditions, 304 p. (ISBN 9782753205215), p. 66.